# Antoni Pajdak

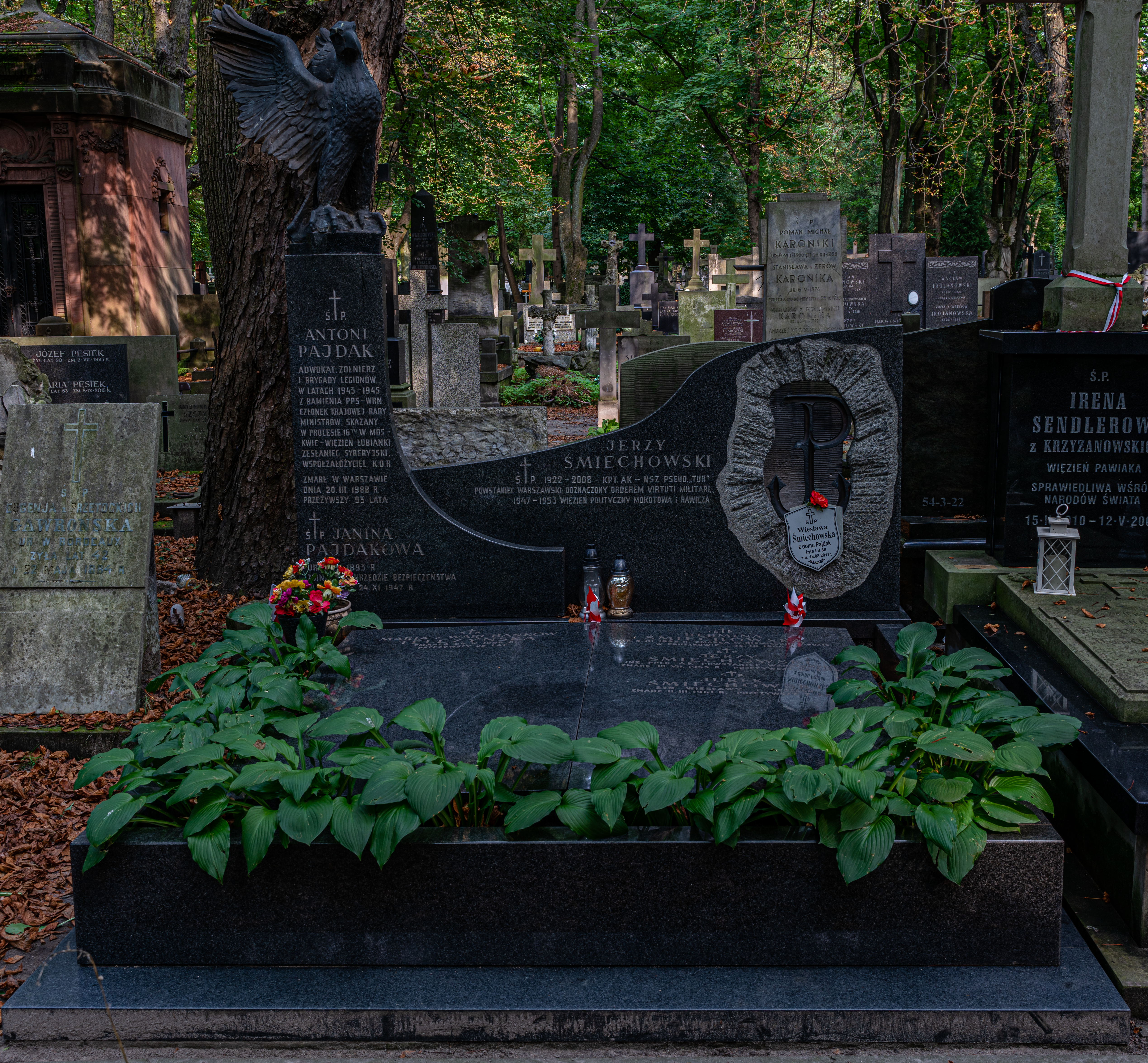
Grób Antoniego Pajdaka na cmentarzu Powązkowskim

Antoni Pajdak ps. „Traugutt”, „Okrzejski” (ur. 7 grudnia 1894 w Biskupicach, zm. 20 marca 1988 w Warszawie) – polski adwokat, działacz socjalistyczny i niepodległościowy, minister, członek Krajowej Rady Ministrów, współzałożyciel Komitetu Obrony Robotników i Komitetu Samoobrony Społecznej „KOR”.

## Życiorys
Urodził się w rodzinie robotniczej. Ojciec Józef był początkowo rolnikiem, a następnie górnikiem i członkiem PPSD. W rodzinnej wsi ukończył szkołę podstawową oraz Szkołę Pospolita Męską w Wieliczce. Od września 1907 uczęszczał do gimnazjum w Krakowie. Od czasu gimnazjum należał do kręgu PPSD i uczęszczał na kursy Uniwersytetu Robotniczego.
W 1910, w wieku 16 lat, pod pseudonimem Antoni przystąpił do Związku Walki Czynnej, a następnie w 1912, Związku Strzeleckiego, gdzie ukończył szkołę oficerską. W 1915 ukończył Gimnazjum św. Anny w Krakowie.
Od sierpnia 1914 roku był żołnierzem Legionów. Początkowo jako plutonowy 2 kompanii IV batalionu 1 pułku piechoty, od 1916 jako starszy sierżant ps. „Ludor” w 5 pułku piechoty. Uczestniczył we wszystkich bitwach Legionów m.in. pod Łowczówkiem, Konarami, Jastkówem, Kostiuchnówką. W lutym 1917 został skierowany do pracy w Polskiej Organizacji Wojskowej na Lubelszczyznę. Po kilku miesiącach został aresztowany jako szpieg i osadzony w Puławach, skąd po miesiącu został odesłany do Legionów. W lipcu 1917 wraz z innymi odmówił złożenia przysięgi na wierność Austrii. Jako poddany austriacki został skierowany do szkoły oficerskiej rezerwy, a następnie do 40 rzeszowskiego pułku piechoty i wysłany na front włoski. Służył w Tyrolu w stopniu aspiranta. Do Polski wrócił w styczniu 1919. W tym samym roku rozpoczął działalność w Polskiej Partii Socjalistycznej.
Po powrocie do Krakowa ukończył kursy w Akademii Handlowej oraz rozpoczął studia prawnicze na Uniwersytecie Jagiellońskim, pracując jednocześnie w Wojskowej Fabryce Wozów. W lipcu 1920 zgłosił się ochotniczo do wojska. Został przydzielony do 5 zapasowego dywizjonu taborów w stopniu wachmistrza sztabowego. Nie wziął udziału w walkach. Zdemobilizowany w listopadzie 1920 kontynuował studia prawnicze na Uniwersytecie Jagiellońskim uzyskując w lipcu 1921 absolutorium, zaś w lipcu 1922 stopień naukowy doktora.
Od 1923 roku pracował jako urzędnik starostwa powiatowego w Radomsku, od 1926 wicestarosta w Koninie, a następnie w Słupcy. W okresie 1928 – 1930 burmistrz Radomska. Od 1935 adwokat w Krakowie, obrońca w procesach działaczy socjalistycznych i komunistycznych. W maju 1939 wybrany wiceprezydentem Krakowa. Nie objął jednak funkcji do wybuchu wojny z uwagi na sprzeciw władz.
W czasie okupacji niemieckiej członek PPS-WRN, komendant Milicji Robotniczej. Od 1943 zastępca Delegata Rządu RP na Kraj, od 26 lipca 1944 minister-członek Krajowej Rady Ministrów. Aresztowany 27 marca 1945 przez NKWD, skazany w tzw. „procesie szesnastu” (formalnie w odrębnym tajnym procesie w listopadzie 1945) na 5 lat więzienia.
Od 1945 do 1949 roku więziony w Moskwie, od czerwca 1949 we Włodzimierzu nad Klaźmą. W maju 1950 po odbyciu kary został zesłany na Syberię do Krasnojarskiego Kraju, gdzie pracował jako drwal. Po okresie uwięzienia w ZSRR wrócił do Polski w roku 1955. Od 1956 do 1968 pracował jako adwokat w Warszawie.
Działacz opozycji niepodległościowej w PRL. W 1972 wraz z innymi legionistami, wystąpił do premiera z memoriałem o uczciwą ocenę historii Legionów Polskich. Na przełomie 1975/1976 był jednym z sygnatariuszy „Listu 59”.
Był jednym z założycieli Komitetu Obrony Robotników i Ruchu Obrony Praw Człowieka i Obywatela. 10 marca 1981 napadnięty przez tzw. „nieznanych sprawców”. W efekcie pobicia znalazł się w szpitalu. Zmarł w marcu 1988 roku. Pochowany na cmentarzu Stare Powązki (kwatera 54-4-20,21).
19 kwietnia 1990 Plenum Sądu Najwyższego ZSRR unieważniło wyrok z 14 listopada 1945.
Żona Antoniego Pajdaka – Janina została aresztowana przez funkcjonariuszy MBP 3 listopada 1947 w Krakowie. Według oficjalnej wersji 24 listopada popełniła samobójstwo wyskakując z więziennego okna. Córka Pajdaka – Wiesława została aresztowana 5 listopada 1947 i więziona do 1953 roku.

## Odznaczenia
- Krzyż Komandorski z Gwiazdą Orderu Odrodzenia Polski – pośmiertnie nadany przez Prezydenta RP na Uchodźstwie (19 marca 1988)[3][4] i przez Prezydenta RP (21 września 2006)[5],
- Krzyż Niepodległości (20 lipca 1932)[6],
- Złoty Krzyż Zasługi z Mieczami (1944),
- Medal Wojska – czterokrotnie (1948),
- Krzyż Armii Krajowej (1970),
- Pro Fide et Patriae,
- Odznaka „Za wierną służbę”.

## Upamiętnienie
4 lipca 1991 Rada Dzielnicy gminy Warszawa Praga-Północ uchwałą Nr XVI/144?91 nadała imię Antoniego Pajdaka ulicy na osiedlu Nowodwory.
Imię Pajdaka noszą również ulice w Krakowie i Radomsku.
31 marca 2006 w Biskupicach imię Pajdaka nadano Gminnej Bibliotece Publicznej oraz odsłonięto cokół z popiersiem bohatera.